# Das Glück ist eine Insel
Das Glück ist eine Insel ist ein deutscher Fernsehfilm der UFA Fernsehproduktion im Auftrag von Degeto Film, welcher am 4. Mai 2001 im Ersten zum ersten Mal gezeigt wurde. Im französischen Fernsehen lautet der Filmtitel S.O.S. amour.

## Handlung
Der Umweltaktivist Jens Groote betreibt auf einer Nordseeinsel eine Aufzuchtstation für verwaiste junge Robben; die junge Saskia Janssen assistiert ihm ebenso wie sein Sohn Patrick, der das Teenageralter erreicht hat. Seine Mutter ist bei einem Autounfall gestorben und so sucht er per Flaschenpost Ersatz. Die Flasche findet am Elbufer in Hamburg die 10-jährige Melanie, deren Vater ihre Mutter, die Rechtsanwältin Corinna Jakobs, verlassen hat. Diese vertritt für ihre Kanzlei den Fischfabrikanten und Fangflottenbesitzer Petersen, der von Groote auf See und in Zeitungen attackiert wird und diesen auf Unterlassung der Verleumdung und 50.000 DM Schadenersatz verklagen lässt. Urlaub auf einer Wattenmeerinsel ist für Melanies chronischen Husten genau das Richtige und so fährt sie mit ihrer Mutter auf die Insel, wo ihr Brieffreund und sein Vater leben. Die Juristin möchte die Gelegenheit nutzen, mit Groote zu einer außergerichtlichen Einigung zu gelangen, doch Groote ist einem Vergleich abgeneigt. Die Kinder initiieren Gelegenheiten zum privaten Kennenlernen ihrer Eltern, doch auf Groote scheint seine Assistentin ein Auge geworfen zu haben und auch Bruno Höhler, der Kollege und Verlobte von Corinna Jakobs, besucht sie auf der Insel. Dennoch kommen sich die beiden Alleinerziehenden näher.
Zum Prozess vor dem Landgericht erscheint Groote ohne den erforderlichen Anwalt, aber mit einer jungen Robbe und weist darauf hin, dass der Mensch alternative Nahrungsquellen hat, eine Robbe jedoch auf Fisch angewiesen ist. Groote verliert, doch Corinna Jakobs hat die 50.000 DM zugunsten einer Umweltorganisation und nicht für Petersen gefordert und kündigt nun ihre Anstellung in der Anwaltssozietät, da sie sich nur noch um für sie moralisch vertretbare Fälle kümmern möchte.
Als die beiden Eltern ihre Kinder aus Seenot retten müssen, in der sie durch ein Herzproblem des Bootsführers Opa Harms geraten sind, stellen der Umweltschützer und die Rechtsanwältin endgültig die Weichen für eine gemeinsame Zukunft.

## Kritik
„Ein Degeto-Film mit dem Titel ‚Das Glück ist eine Insel‘ lässt Schlimmstes befürchten. Die vom Plot völlig vorhersehbare, dafür vortrefflich bis in die Nebenrollen besetzte Wohlfühl-Romanze von Gloria Behrens bietet genretypisch unbeschwerte (= seichte) Unterhaltung der romantischen Art – mit Humor, viel Gefühl, viel Meer& ein bisschen Ökobotschaft.“